# Grande-Synthe
Grande-Synthe [ɡʁɑ̃d sɛ̃t] (niederländisch Groot-Sinten) ist eine französische Stadt mit 20.347 Einwohnern (Stand 1. Januar 2022) im Département Nord in der Region Hauts-de-France. Sie gehört zum Arrondissement Dunkerque, zum Kanton Grande-Synthe und ist Mitglied im Gemeindeverband Communauté urbaine de Dunkerque.

## Geographie
Sie ist eine Hafenstadt an der südlichen Nordseeküste (am östlichen Ausgang des Ärmelkanals) im historischen westflämischen Sprachgebiet Französisch-Flandern.
Grande-Synthe ist westlich und östlich von Stadtteilen Dünkirchens (Dunkerque) umgeben. Südwestlich liegen Loon-Plage und Craywick, südlich die Gemeinde Spycker und im Südosten Armbouts-Cappel.

## Geschichte

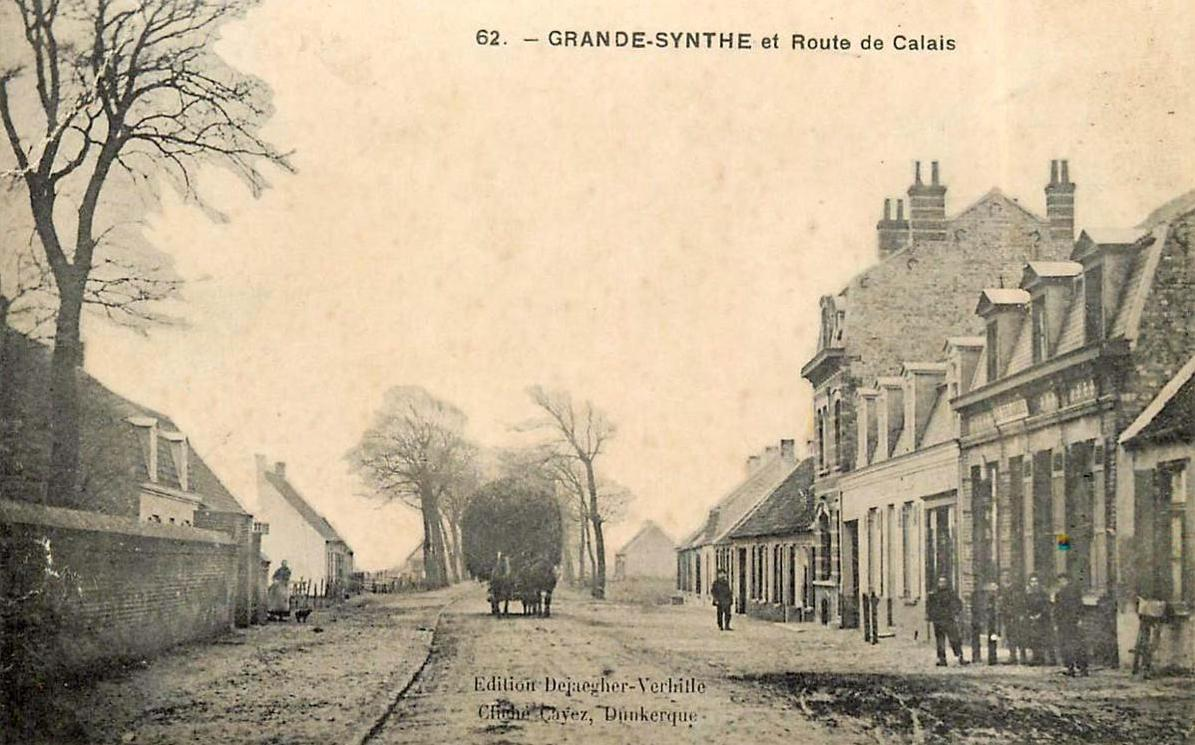
Die Route de Calais vor 1910

Wie Dünkirchen kann Grande-Synthe ihre Erwähnung im 7. Jahrhundert vorweisen. 648 handelte es sich um ein kleines Dorf in der Nähe zum Meer. 
Die Benediktiner begannen früh mit der Trockenlegung des Gebiets. 
Erst 1830 überschritt die Bevölkerung die Marke von 1000 Einwohnern. Mit den Kriegen 1870/71, dem ersten und Zweiten Weltkrieg ging die Einwohnerzahl jeweils erheblich zurück und sank wieder unter diese Grenze. Ab den 1950er Jahren begann die Bevölkerung dann aber zu steigen, bis sie Anfang der 1980er Jahre ihren Spitzenwert mit über 26.000 Einwohnern erreichte, was eine Verzehnfachung innerhalb von 30 Jahren bedeutete. Seitdem sinkt die Einwohnerzahl wieder. Grund des Ansteigens der Bevölkerungszahl war die Ansiedlung von Industriebetrieben an den Hafenanlagen. 

### Migranten
2016 errichteten die Organisation Ärzte ohne Grenzen und der Bürgermeister Damien Carême mit weiteren Gruppen, gegen den Widerstand der französischen Regierung, ein Flüchtlingslager mit Holzverschlägen für rund 2.500 Personen, um die Situation in einem wilden Lager von Flüchtlingen zu verbessern. Die Personen in dem Lager hatten sich im Zuge der Flüchtlingskrise in Europa ab 2015 Zutritt nach Frankreich verschafft und versuchten seitdem nach England zu gelangen. Das Camp wurde am 30. Mai 2016 zunächst geschlossen. Es sammelten sich aber weiter Personen und Anfang April 2017 galt das Lager bei Grande-Synthe als größte Ansammlung von Migranten in Frankreich, die sich Zugang ins Vereinigte Königreich erhoffen. Das Lager geriet am 10. April 2017 im Zuge von Auseinandersetzungen zwischen Kurden und afghanischen Bewohnern in Brand und wurde zum großen Teil zerstört. Auch im September und Oktober 2018 wurden Gruppen vor allem von Kurden aus dem Irak in Unterkünfte umquartiert, um sie den Schleppern zu entziehen.

### Bevölkerungsentwicklung
| Jahr      | 1962 | 1968   | 1975   | 1982   | 1990   | 1999   | 2006   | 2011   | 2020   |
| --------- | ---- | ------ | ------ | ------ | ------ | ------ | ------ | ------ | ------ |
| Einwohner | 2875 | 12.559 | 24.250 | 26.231 | 24.362 | 23.247 | 21.408 | 20.933 | 20.635 |

## Verkehr

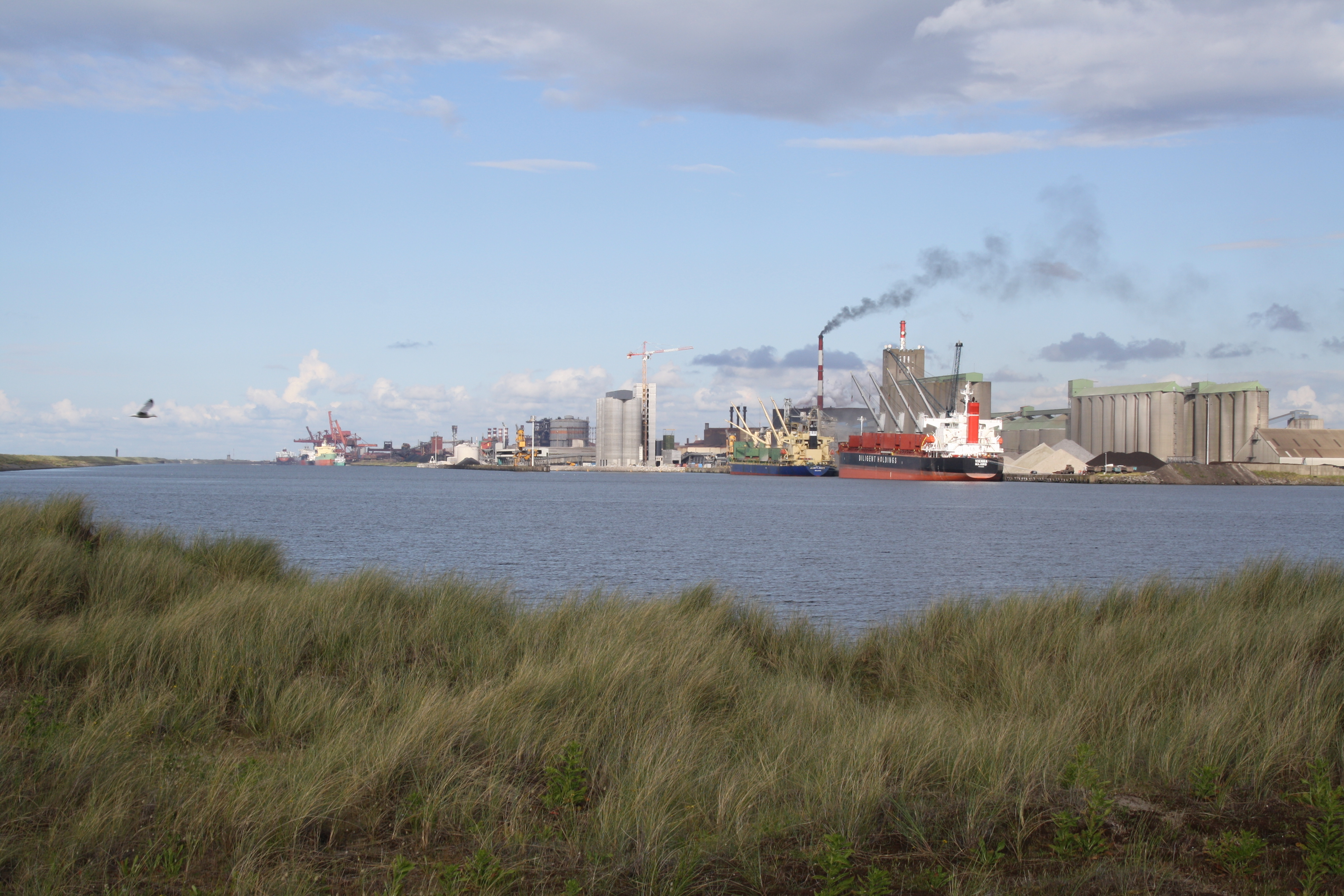
Bassin de Mardyck und Hafenanlagen von Grande-Synthe am meerseitigen Ende des Großschifffahrtswegs Dünkirchen-Schelde

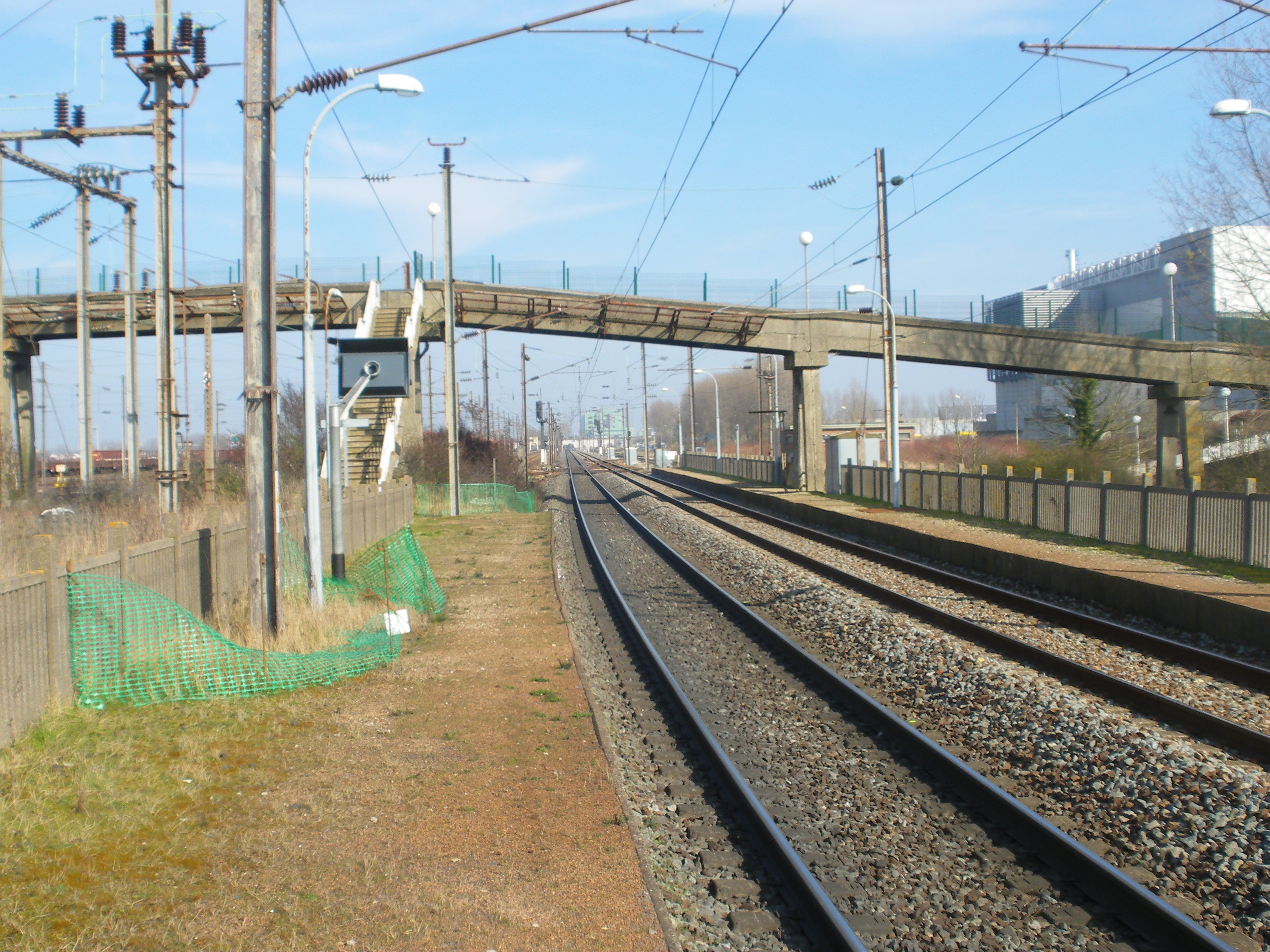
Bahnsteige des Personenbahnhofs, links die Anlagen des Verschiebebahnhofs

Durch das Stadtgebiet führt die Autobahn A 16 von Paris über Amiens und Abbeville nach Dunkerque und weiter nach Brügge in Belgien. Im Südosten der Gemeinde wird sie von der Nationalstraße N 225 niveaufrei gekreuzt, die zur A 25 führt.
Der Bahnhof von Grande-Synthe liegt an der Bahnstrecke von Calais nach Dunkerque. Nach umgeschlagenem Volumen ist er der bedeutendste Verschiebebahnhof Frankreichs. Im Personenverkehr wird er von Zügen des TER Hauts-de-France bedient.
Im Bassin de Mardyck am nördlichen Rand der Gemeinde endet der Großschifffahrtsweg Dünkirchen-Schelde. Dort befinden sich die Hafenanlagen der Stadt, die von Binnen- und Seeschiffen genutzt werden.

## Wirtschaft
In Grande-Synthe besteht seit den frühen 1960er-Jahren ein Stahlwerk, das heute zur ArcelorMittal-Gruppe gehört. Flankiert wird das Stahlwerk von zwei Erdölraffinerien.

## Sehenswürdigkeiten
- Église Saint-Jacques (Jakobuskirche)
- Église Saint-Joseph (Josephuskirche)
- Verschiebebahnhof

## Städtepartnerschaft
- Suwałki, Woiwodschaft Podlachien, Polen, seit 1978

## Persönlichkeiten
- Rémy Vercoutre (* 1980), Fußballspieler
- Geoffrey Dernis (* 1980), Fußballspieler
- Clémence Beikes (* 1983), Basketballspielerin
- Lucas Pouille (* 1994), Tennisspieler
- Djamili-Dini Aboudou (* 1996), Boxsportler